# Delle (Wuppertal)
Delle oder auch Schirpkotter Delle war eine Hofschaft in der ehemaligen Stadt Ronsdorf, heute Stadtteil der bergischen Großstadt Wuppertal. Heute ist der Ort eine Wüstung.

## Lage und Beschreibung
Die Ortslage war im Norden der Stadt Ronsdorf auf 304 Meter über Normalnull im Quellbereich des Schmalenhofer Bachs am Fuße eines Scharpenacken genannten Höhenzugs westlich des Hofs Schirpkotten an der Stadtgrenze zu Barmen. Das Gelände des Hofes war zuletzt Teil des ehemaligen gleichnamigen Standortübungsplatzes.

## Geschichte
Delle ist auf dem Plan der Stadt Ronsdorf des Geometers J. W. Buschmann aus dem Jahr 1790 und auf der Topographischen Aufnahme der Rheinlande von 1824 als Schirpkotter Delle beschriftet, auf der Preußischen Neuaufnahme von 1892 als Delle.
1832 gehörte Delle zur Scharpenacker Rotte des ländlichen Außenbezirks der Stadt Ronsdorf. Der laut der Statistik und Topographie des Regierungsbezirks Düsseldorf als Tagelöhnerwohnung kategorisierte Ort wurde zu dieser Zeit als Schirpkottendelle bezeichnet und besaß zu dieser Zeit ein Wohnhaus und ein landwirtschaftliches Gebäude. Zu dieser Zeit lebten acht Einwohner im Ort, alle evangelischen Glaubens. Im Gemeindelexikon für die Provinz Rheinland von 1888 werden ein Wohnhaus mit elf Einwohnern angegeben.
1929 wurde Ronsdorf mit anderen Städten und Gemeinden zu Wuppertal zusammengeschlossen. 1936 wurde das Gebiet um Delle im Rahmen der nationalsozialistischen Aufrüstung als Standortübungsplatz der neu erbauten Wuppertaler Kasernen umgewidmet und die alten Höfe, darunter Delle, wurden geräumt. Bis in die 1970er Jahre wurden die Gebäude für militärische Übungen genutzt und anschließend abgetragen.